# I Love Rock 'N Roll
I Love Rock 'N Roll (Miluju Rock 'N Roll) je písní z roku 1975 angloamerické skupiny The Arrows. Patří k nejvýznamnějším rock and rollovým písním zejména díky populárním coververzím především od Joan Jett a Britney Spears.

## Coververze Joan Jett
Joan Jett nahrála tuto píseň dvakrát. Poprvé v roce 1979 se dvěma členy kapely Sex Pistols (Steve Jones a Paul Cook), tato verze se ale hitem nestala. Podruhé nahrála píseň roku 1982 se svojí skupinou The Blackhearts a s touto nahrávkou, kromě jiných úspěchů, držela sedm týdnů první místo v americkém žebříčku Billboard Hot 100.

## Coververze Britney Spears
Píseň byla použita ve filmu Crossroads, kde hraje Britney Spears a vyšla jako čtvrtá píseň na jejím albu Britney. Jako singl byla vydána v USA 27. května 2002 a v České republice 31. května 2002.

### Videoklip
Klip režíroval Chris Applebaum. Děj není nikterak složitý, Britney, která je oblečena do koženého oblečku je v červené místnosti, kde se plazí po podlaze, hraje na kytaru nebo tančí na motorce.
Speciální videoklip se odehrává v Karaoke baru během natáčení filmu Crossroads. Tento klip se vysílal v Jižní Americe.

### Hitparádové úspěchy
Tato píseň je považována za nejhorší komerční selhání Britney Spears. Úspěchy zažila tato verze americké zpěvačky jen ve Velké Británii, kde se umístila na třináctém místě, což ale znamená nejhorší umístění v Británii během celé kariéry této zpěvačky.

### Umístění ve světě
| Hitparáda (2007)                 | Umístění |
| -------------------------------- | -------- |
| Austrálie (Kent Music Report)    | 13       |
| Rakousko (Ö3 Austria Top 40)     | 9        |
| Belgie (Ultratop 50 Flanders)    | 21       |
| Kanada (RPM Top Singels)         | 33       |
| Francie (SNEP)                   | 4        |
| Německo (Official German Charts) | 6        |
| Maďarsko                         | 6        |
| Indonésie                        | 7        |
| Irsko                            | 8        |
| Itálie                           | 20       |
| Japonsko                         | 47       |
| Nizozemsko                       | 17       |
| Mexiko                           | 1        |
| Filipíny                         | 1        |
| Portugalsko                      | 2        |
| Švédsko                          | 15       |
| Švýcarsko                        | 15       |
| Velká Británie                   | 13       |